# 179874 Bojanvršnak
179874 Bojanvršnak è un asteroide della fascia principale. Scoperto nel 2002, presenta un'orbita caratterizzata da un semiasse maggiore pari a 2,5703603 au e da un'eccentricità di 0,1996890, inclinata di 11,96299° rispetto all'eclittica.